# Пьетропаоло, Антонио
Антонио Пьетропаоло, также известный под псевдонимом Лучано (итал. Antonio Pietropaolo; 24 февраля 1899, Бриатико — 1 января 1965, Милан) — итальянский анархист и партизан.

## Биография
Пьетропаоло родился в городке Бриатико, однако вскоре его семья переехала в Милан. В юности он увлёкся идеями анархизма.
23 марта 1921 года Пьетропаоло был арестован из-за участия в политической стычке, в результате которой погибло 20 человек. Приговорён к длительному тюремному заключению. В 1932 году освобождён по программе амнистии. После двух лет стажировки в Вибо-Валентия вернулся в Милан.
В конце 1943 года начал работать коммерческим директором в Officine Guidetti, заводе по производству двигателей и генераторных установок. В тот период он начал бороться с фашистским режимом под псевдонимом Лучано. Пьетропаоло собрал вокруг себя группу из числа офицеров и создал антифашистский комитет по агитации. Вместе с ним в комитет входили Синогранте Кастильони, Просперо Саракки, Бруно Пассони и Луиджи Дисаччати, которые будут составлять костяк 2-го анархического партизанского отряда Эррико Малатеста, входившего в состав бригады Бруцци Малатеста.
Бригада Малатеста быстро расширила регион своих действий от Санта-Кристины и Биссона до Кортеолоны, Инверно, Монтелеоне и Биссона; позже будут сформированы вооружённые группы в Меде и Ломелло. Бригада издаёт свою собственную подпольную газету под названием «Первый союз», переименованную позже в «Революцию». К подразделению присоединяется группа словацких солдат, дезертировавших из-под подчинения коллаборационистскому правительству Йозефа Тисо.
2 марта 1945 года Пьетропаоло был арестован СС и переведён в тюрьму Сан-Витторе в Милане, где он подвергся пыткам.
После освобождения вместе со своими единомышленниками Марио Перелли и Джерминалом Конкордия Мишелем основал Итальянскую либертарную федерацию (ИЛФ). В 1947 году, после вытеснения левых из правительства и социал-демократического откола Сарагата, ИЛФ раскалывается. В 1956 году после восстания в Венгрии, опасаясь восстановления клерикально-фашистского режима, несмотря на некоторые колебания, Пьетропаоло одобрил ввод советских войск в страну.
Пьетропаоло умер в Милане 1 января 1965 года.